# Robert Brüning
Wilhelm Maximin Robert Brüning (* 29. Mai 1857 in Sendenhorst; † 14. Oktober 1912 in Köln) war ein preußischer Verwaltungsbeamter und Landrat.

## Leben und Herkunft
Robert Brüning war ein Sohn des Kaufmanns Heinrich Brüning und dessen Ehefrau Bertha, geborene Schwarte. Nach dem Besuch eines Gymnasiums und der erfolgten Reifeprüfung zu Ostern 1876 absolvierte er von 1876/79 ein Studium der Rechtswissenschaften in Heidelberg, Leipzig und Bonn. Nachdem er am 25. Oktober 1879 die Erste juristische Prüfung beim Oberlandesgericht Köln abgelegt hatte, wurde er Gerichtsreferendar im Bezirk des Oberlandesgericht Hamm. Die Vereidigungen erfolgten am 17. November 1879 beim Amtsgericht Coesfeld und am 5. Oktober 1880 beim Amtsgericht Münster. Im Anschluss wurde er 1882 Regierungsreferent bei der Regierung Münster, sowie 1885 ebenda Regierungsassessor. Am 14. Januar 1886 wechselte er zur Regierung Osnabrück und am 1. August 1887 wurde er zum kommissarischen Landrat des Landkreises Münster ernannt. Im August 1888 wurde er bei der Regierung Koblenz tätig, wo er am 11. Februar 1889 per Erlass zum kommissarischen Landrat des Kreises Grevenbroich ernannt wurde. Nach seinem Dienstantritt am 20. März 1889 und seiner definitiven Ernennung zum 1. Januar 1890, verstarb Brüning 1912 während seines Dienstes in Köln.

## Ergänzendes
Landrat Brüning ließ 1896/97 in Grevenbroich in der Lindenstraße ein Gebäude der Kreisverwaltung, das bis heute sogenannte „Ständehaus“, für rund 50.000 Mark, um ein zweiflügeliges Bürogebäude erweitern.

## Politik
Brüning war von 1894 bis 1912 Abgeordneter für den Landkreis Grevenbroich beim Rheinischen Provinziallandtages. Bei den Landtagswahlen 1908 kandidierte er für die Nationalliberale Partei.

## Familie
Brüning war seit dem 24. Januar 1899 in Köln mit Bernhardine, geborene Boisserée (* Köln 22. Juli 1862, † 19. Juli 1933 ebenda), Tochter des Buchhändlers Bernhard Boisserée und dessen Ehefrau, Therese, geborene Sülzen, verheiratet.